# Erioptera thaumasta
Erioptera thaumasta är en tvåvingeart som beskrevs av Alexander 1950. Erioptera thaumasta ingår i släktet Erioptera och familjen småharkrankar. Inga underarter finns listade i Catalogue of Life.